# بیلی زین
بیلی زین (به انگلیسی: Billy Zane) با نام تولد ویلیام جورج زین (زادهٔ ۲۴ فوریهٔ ۱۹۶۶) بازیگر اهل آمریکا است و بیشتر با نقش کولدن کال هاکلی در فیلم تایتانیک شناخته می‌شود.
وی همچنین در فیلم سکوت قبرستانی به زیبایی در نقش بک روانی ظاهر شد. او در مقام تهیه‌کننده و کارگردان نیز فعالیت داشته‌است.

## اوایل زندگی
او در شیکاگو ایلینوی زاده شد. مادرش تلیا و پدرش ویلیام جورج زین پدر هر دو یونانی تبار و از بازیگران آماتور بودند. نام خانوادگی اصلیشان زانتاکوس بود که بعدها توسط والدینش به زین تغییر یافت. او یک خواهر بزرگتر به نام لیسا زین نیز دارد که در بازیگری و خوانندگی فعالیت داشته‌است.

## فعالیت هنری
زین برای اولین بار در سال ۱۹۸۵ در نقش بسیار کوچکی از فیلم علمی تخیلی بازگشت به آینده جلوی دوربین رفت. تا چند سال ایفاگر نقشهای حاشیه ای بود. سال ۱۹۸۹ در فیلم بازگشت به آینده ۲ در همان شخصیت ظاهر شد. در همان سال توانست در فیلم مطرح هالیوودی سکوت قبرستانی در کنار دو بازیگر مطرح سام نیل و نیکول کیدمن ظاهر شود. همان سال موفق شد در یک فیلم تلویزیونی در نقش یک قاتل زنجیره ای واقعی به ایفای نقش بپردازد.

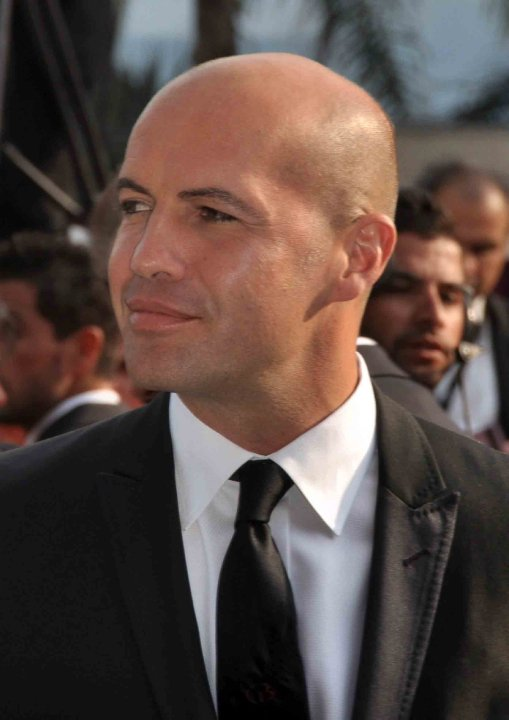
بیلی زین در سال ۲۰۱۰

پس از ان در سال ۱۹۹۰ اولین نقش اصلی خود را بازی کرد. این فیلم یک فیلم علمی تخیلی بود که مگاویل نام داشت.
از ان پس در آثار متعددی ایفاگر نقش اصلی شد که از مشهورترین فیلمهای آن زمانش می‌توان به تک تیرنداز محصول سال ۱۹۹۳ اشاره کرد. او در نقش کوچکی از فیلم توم‌استون نیز ظاهر شده‌است.
در سال ۱۹۹۶ در یک فیلم پرخرج هالیوودی به نام شبح در کنار بازیگر مطرحی همچون کاترین زتا جونز در نقش اصلی ظاهر شد. هر چند که فیلم فروش خوبی نداشت اما باعث شد جیمز کامرون که آن زمان به دنبال بازیگر مناسبی برای نقش کولدن کال هاکلی در فیلم تایتانیک می‌گشت او را در این فیلم ببیند و از وی برای ایفای این نقش دعوت به عمل آورد. تا قبل از ان کامرون به پیرس برازنان راب لاو و چند نفر دیگر نیز اندیشیده بود اما بازیگری هیچ کدامشان را مناسب با این نقش نمی‌دید. زین برای فیلم تایتانیک برنده جایزه blockbuster شد.
پس از تایتانیک زین وقت خود را صرف بازی در دو فیلم کمدی به نام‌های نقشه سوزان و من از خواب بیدار شدم همان روزی که من مردم کرد. وی در این فیلم نقش یک دیوانه روانی را بازی می‌کرد که از تیمارستان می‌گریزد و خود را در جایگاه‌های مختلف اجتماعی قرار می‌دهد و دزدی می‌کند. وی برای این فیلم برنده جایزه بهترین بازیگر از جشنواره B-Movie شد.
و پس از ان در سال ۱۹۹۹ ایفاگر نقش مارک انتونی در فیلم تاریخی کلئوپاترا شد.
این بازیگر در سال ۲۰۰۴ یک فیلم کمدی و اکشن به نام بوسه بزرگ را کارگردانی کرد و در ان به ایفای نقش نیز پرداخت.

## سبک بازی
می‌توان گفت که زین سبک مخصوص به خود را در بازیگری دارد. بازی‌هایش معمولاً گرم و پر حرارت هستند. خشم و تحرک زیاد در اکثر فیلم‌هایش همچون سکوت قبرستانی و تایتانیک به چشم می‌خورد. زیاد پلک می‌زند و در بازی‌هایش از حرکت دادن سر و حالت‌های چهره همچون اخم و عصبانیت زیاد استفاده می‌کند. صدای راسخ و محکمش به وی در ایفای نقش‌های مختلف کمک بسزایی می‌کند.

## زندگی شخصی
زین در سال ۱۹۸۹ با بازیگر استرالیایی لیسا کالینز ازدواج کرد و در سال ۱۹۹۵ از یکدیگر جدا شدند.
او مدتی را نیز با بازیگر شیلی لیونور وارلا که با وی در فیلم کلئوپاترا بازی کرده بود رابطه داشت.
وی همچنین از سال ۲۰۰۴ با بازیگر انگلیسی کلی بروک بوده اما سال ۲۰۰۸ از هم جدا شدند. بروک در دو فیلم با زین بازی کرده‌است.
ازدواج با کندیس نیل مدل اسپانیایی لبنانی که در سالهای دهه ۸۰ شمسی در موزیک ویدئوهای منصور خواننده مشهور ایرانی حضور داشت 

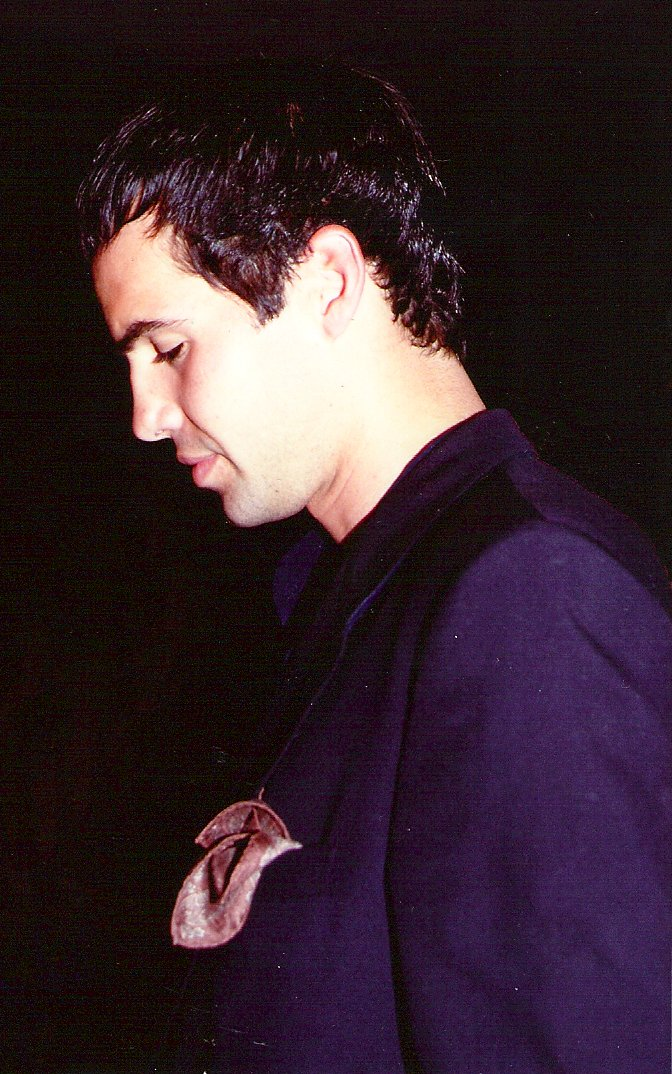
زین در دهه ۹۰

بیلی اوقات فراغت خود را به نقاشی شنا عکاسی پیاده‌روی در طبیعت و دوچرخه سواری می‌گذراند.
بازیگران مورد علاقه وی شون کانری جین کلی باستر کیتون و چارلی چاپلین هستند.

## فیلم‌شناسی
فهرست برخی از فیلم‌هایی که بیلی زین در آن‌ها به ایفای نقش پرداخته‌است:
- بازگشت به آینده (۱۹۸۵)
- مخلوقات (۱۹۸۶)
- به دریا رفتن (۱۹۸۹)
- سکوت قبرستانی (۱۹۸۹)
- بازگشت به آینده قسمت ۲ (۱۹۸۹)
- مگاویل (۱۹۹۰)
- ممفیس بل (۱۹۹۰)
- زن اغواگر (۱۹۹۱)
- خون و بتن (۱۹۹۱)
- اورلاندو (۱۹۹۲)
- تک‌تیرانداز (۱۹۹۳)
- گروه تعقیب (۱۹۹۳)
- عدالت شاعرانه (۱۹۹۳)
- توم‌استون (۱۹۹۳)
- حریق ناگهانی (۱۹۹۳)
- سکوت ژامبون‌ها (۱۹۹۴)
- فقط تو (۱۹۹۴)
- شوالیه شیطان (۱۹۹۵)
- شبح (۱۹۹۶)
- منطقهٔ خطر (۱۹۹۶)
- سر بالای آب (۱۹۹۶)
- این دنیا، سپس آتش‌بازی (۱۹۹۷)
- تایتانیک (۱۹۹۷)
- روزی که مردم زود بیدار شدم (۱۹۹۸)
- نقشه سوزان (۱۹۹۸)
- پوکاهانتس ۲: سفر به یک دنیای جدید (۱۹۹۸)
- کلئوپاترا (۱۹۹۹)
- گذرگاه مورگان (۱۹۹۹)
- الماس جرو (۲۰۰۱)
- زولندر (۲۰۰۱)
- مومن (۲۰۰۱)
- سی‌کیو (۲۰۰۱)
- ادعا (۲۰۰۲)
- سرعت زمینی (۲۰۰۲)
- هشدارهای خاموش (۲۰۰۳)
- ولاد (۲۰۰۳)
- بوسه (۲۰۰۳)
- شهر نقره‌ای (۲۰۰۴)
- ماهی مرده (۲۰۰۴)
- خون رینی (۲۰۰۵)
- آخرین فرود (۲۰۰۶)
- جزیره بقا (۲۰۰۶)
- آشیانه گرگ‌ها: عراق (۲۰۰۶)
- حافظه (۲۰۰۶)
- دیوانه (۲۰۰۷)
- ماهیان (۲۰۰۷)
- عامل بیگانه (۲۰۰۷)
- مردی که برگشت (۲۰۰۸)
- عشق و رقص (۲۰۰۸)
- زنده ماندن از شر (۲۰۰۹)
- اغوای آبی (۲۰۰۹)
- دارفور (۲۰۰۹)
- ماجرای هسن (۲۰۰۹)
- شعبده‌باز (۲۰۱۰)
- هم‌اتاقی (۲۰۱۱)
- تک‌تیرانداز (۲۰۱۱)
- لرزه (۲۰۱۱)
- اسرار (۲۰۱۱)
- پادشاه عقرب ۳ (۲۰۱۲)
- کودکان الکتریکی (۲۰۱۲)
- مامان، من می‌خواهم آواز بخوانم! (۲۰۱۲)
- دو جک (۲۰۱۲)
- عبور از مرز (۲۰۱۲)
- کارفرما (۲۰۱۳)
- رستگاری خونین (۲۰۱۳)
- سوراخ کشتن (۲۰۱۳)
- تحقیرشده (۲۰۱۳)
- زولندر ۲ (۲۰۱۶)
- طلوع مرگ: آخر بازی (۲۰۱۶)
- تک تیرانداز: تیرانداز شبح (۲۰۱۶)
- باشگاه ماجراجویی (۲۰۱۶)
- تک‌تیرانداز: کشتار نهایی (۲۰۱۷)
- سامسون (۲۰۱۸)
- صخره‌های آزادی (۲۰۱۹)
- جنگ بزرگ (۲۰۱۹)
- اشباح جنگ (۲۰۲۰)
- آتش‌افروزان جهنم (۲۰۲۲)